# Провайн, Дороти
Дороти Провайн (англ. Dorothy Provine; 20 января 1935 — 25 апреля 2010) — американская певица, комедийная актриса.

## Биография
Провайн родилась в Дедвуде, штат Южная Дакота. Начала свои выступления в различных постановках ещё во время своего обучения в Вашингтонского университете. Карьера в Голливуде началась со съемок в фильмах «История Бонни Паркер» (1958) и The 30 Foot Bride of Candy Rock (1959).
Исполнила главную роль в телесериале «Человек без оружия» (Man Without a Gun) (1957—1959), затем последовали съемки в сериалах «Жители Аляски» с Роджером Муром (1959—1960) и «Бурные двадцатые» (1960—1962), в котором она сыграла певицу Пинки Пинкхэм. Провайн записала альбом песен из сериала, две из которых были достаточно популярны в Великобритании: «Don’t Bring Lulu» (# 17 в 1961) и «Crazy Words, Crazy Tune» (# 45 в 1962).
Наиболее запомнились зрителям роли актрисы в фильмах Блейка Эдвардса «Большие гонки» (1965), где она сыграла Лили Олэй и Стэнли Крамера «Этот безумный, безумный, безумный, безумный мир» (Эмелин Маркус-Финч) (1963).
Провайн вышла замуж за режиссёра Роберта Дэя в 1968 году и с тех пор снималась только в небольших ролях в сериалах и телешоу.
Она скончалась 25 апреля 2010 года от эмфиземы лёгких в городе Бремертон, штат Вашингтон, в возрасте 75 лет.

## Избранная фильмография
| Год  |   | Русское название                                | Оригинальное название           | Роль               |
| ---- | - | ----------------------------------------------- | ------------------------------- | ------------------ |
| 1958 | ф | История Бонни Паркер                            | The Bonnie Parker Story         | Бонни Паркер       |
| 1959 | ф |                                                 | The 30 Foot Bride of Candy Rock | Эмми Лу Росситер   |
| 1963 | ф | Этот безумный, безумный, безумный, безумный мир | It's a Mad, Mad, Mad, Mad World | Эмелин Маркус-Финч |
| 1964 | ф | Хороший сосед Сэм                               | Good Neighbor Sam               | Минерва Биссел     |
| 1965 | ф | Большие гонки                                   | The Great Race                  | Лили Олэй          |
| 1965 | ф | Этот чёртов кот                                 | That Darn Cat!                  | Ингрид Рандал      |
| 1966 | ф | Если все женщины мира                           | Se tutte le donne del mondo     | Сюзан Флеминг      |
| 1968 | ф | Ни секунды уныния                               | Never a Dull Moment             | Сэлли Инвуд        |